# Мотес (Долина Аосте)
Мотес је насеље у Италији у округу Долина Аосте, региону Долина Аосте.
Према процени из 2011. у насељу је живело 42 становника. Насеље се налази на надморској висини од 1677 м.